# Blaze o' Glory
Blaze o' Glory è un film del 1929 diretto da George J. Crone (George Crone) e Renaud Hoffman.

## Trama
Processato per l'omicidio di Carl Hummel, Eddie Williams racconta la sua storia che inizia poco prima che scoppi la prima guerra mondiale. 

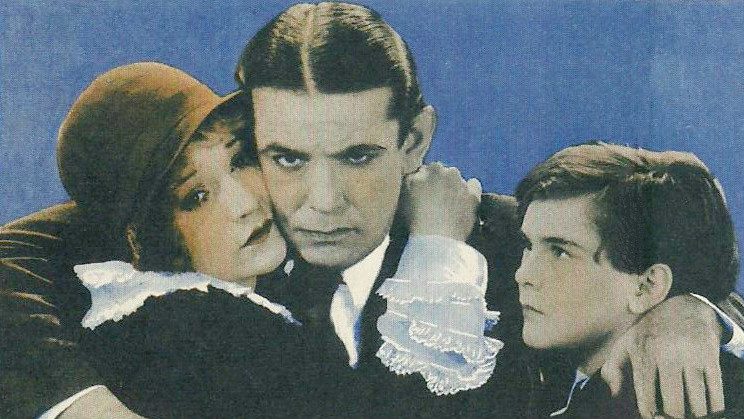
Betty Compson, Eddie Dowling e Frankie Darro

A Broadway, Eddie è una stella del palcoscenico: subito dopo aver celebrato le sue nozze con Helen, parte per il fronte. In guerra, salva la vita di Hummel, un soldato tedesco. Ma, quando ritorna in patria, Eddie non riesce più a trovare un lavoro. Diventa sempre più depresso e scoraggiato, anche perché chi lavora, invece, è sua moglie. Un giorno, trova Helen tra le braccia di Hummel e, furibondo, spara al tedesco, uccidendolo. Durante il processo, l'avvocato Burke, ex comandante militare di Eddie, rivela il segreto di Helen: per trovare lavoro, la donna aveva nascosto di essere sposata e, quando Hummel - venuto in America alla ricerca di Eddie - l'aveva conosciuta, se ne era innamorato, ignorando che fosse la moglie dell'uomo che l'aveva salvato.
Alla fine, la giuria decide per la non colpevolezza di Eddie che viene assolto.

## Produzione
Il film fu prodotto dalla Sono Art-World Wide Pictures, una piccola casa di distribuzione che, tra il 1929 e il 1932, produsse anche una quindicina di pellicole.

## Distribuzione
Il film - presentato da O.E. Goebel e George W. Weeks - uscì nelle sale cinematografiche USA il 30 dicembre 1929.